# Live Licks
Albums de The Rolling Stones
Forty Licks
(2002) Singles 1968-1971
(2005)
Live Licks est un double album live des Rolling Stones paru en novembre 2004. C'est leur 9e album à avoir été enregistré en concert. Sorti six ans après No Security, ce neuvième album live officiel des Rolling Stones présente les performances de la tournée Licks 2002-2003 du groupe, qui a duré un an, à l'appui de leur rétrospective Forty Licks.

## Histoire
Parmi les invités spéciaux participant, Sheryl Crow apparaît sur "Honky Tonk Women", tandis que Solomon Burke chante sur "Everybody Needs Somebody to Love", que les Rolling Stones ont initialement repris sur l'album The Rolling Stones n° 2 en 1965.
Les Rolling Stones ont publié deux versions subtilement différentes de la pochette de Live Licks. Alors que les deux présentent la languette du logo des Rolling Stones dans un contexte très suggestif, la version britannique présente la femme sans son haut de bikini.
Live Licks a culminé à la 38e place du classement britannique des albums et à la 50e place aux États-Unis, bien qu'il soit devenu un disque d'or le 9 décembre 2004, selon la RIAA.

## Titres
Toutes les chansons sont de Mick Jagger et Keith Richards, sauf indications contraires.

### Disque 1
1. Brown Sugar – 3:50
2. Street Fighting Man – 3:43
3. Paint It, Black – 3:45
4. You Can't Always Get What You Want – 6:46
5. Start Me Up – 4:02
6. It's Only Rock 'n Roll (But I Like It) – 4:54
7. Angie – 3:29
8. Honky Tonk Women (feat. Sheryl Crow) – 3:24
9. Happy – 3:38
10. Gimme Shelter – 6:50
11. (I Can't Get No) Satisfaction – 4:55

### Disque 2
1. Neighbours – 3:41
2. Monkey Man – 3:41
3. Rocks Off – 3:42
4. Can't You Hear Me Knocking – 10:02
5. That's How Strong My Love Is (Roosevelt Jamison) – 4:45
6. The Nearness of You (Hoagy Carmichael, Ned Washington) – 4:34
7. Beast of Burden – 4:09
8. When the Whip Comes Down – 4:28
9. Rock Me Baby (B. B. King, Joe Bihari) – 3:50
10. You Don't Have to Mean It – 4:35
11. Worried About You – 6:01
12. Everybody Needs Somebody to Love (Solomon Burke, Jerry Wexler, Bert Russell) – 6:35

## Personnel
- Tel que spécifié dans le livret inclut avec l'album :

- The Rolling Stones : 
- Mick Jagger : Chant (sauf sur Happy, The Nearness of You et You Don't Have to Mean It), harmonica, guitare sur When The Whip Comes Down, percussions et harmonica sur Can't You Hear Me Knocking, piano sur Worried About You
- Keith Richards : Guitare, chœurs sur Honky Tonk Women, chant sur Happy, The Nearness of You et You Don't Have to Mean It
- Ron Wood : Guitare, piano sur You Don't Have To Mean It
- Charlie Watts : Batterie

- Musiciens invités :
- Darryl Jones : Basse
- Chuck Leavell : Claviers, chœurs
- Bernard Fowler : Chœurs, percussions, claviers sur Can't You Hear Me Knocking
- Lisa Fischer : Chœurs, chant sur Gimme shelter, percussions sur (I Can't Get No) Satisfaction et Can't You Hear Me Knocking
- Blondie Chaplin : Guitare acoustique sur (I Can't Get No) Satisfaction, guitare électrique sur You don't have to mean it, percussions, chœurs
- Bobby Keys : Saxophone
- Andy Snitzer : Saxophone, claviers
- Kent Smith : Trompette
- Michael Davis : Trombone

- Invités spéciaux :
- Solomon Burke : Chant sur Everybody Needs Somebody to Love
- Sheryl Crow : Duo avec Mick Jagger sur Honky Tonk Women